# María Guadalupe Mondragón González
María Guadalupe Mondragón González (7 de noviembre de 1958, Concordia, Coahuila) , política mexicana miembro del Partido Acción Nacional, es Senadora por el Estado de México.
Ha estudiado cursos y diplomados en Administración Pública, Negociación y Asuntos Internacionales en Universidades como el IAPEM, SEP, ITESM y la Universidad de Harvard. En su carrera política ha trabajado en el municipio de Tlalnepantla de Baz donde fue asesora del Presidente Municipal, Directora de Desarrollo Social, de Administración y de Educación Cultura y Bienestar Social del Municipio, además de coordinadora de las delegaciones internacionales del municipio.
En el Partido Acción Nacional donde ha militado desde 1999 ha sido comisionada electoral en el Estado de Michoacán y el Estado de México, fue enlace territorial del candidato a Senador Ulises Ramírez Núñez y de Felipe Calderón en el Estado de México. Miembro del Consejo Político Estatal del PAN y es Secretaria de Promoción Política de la Mujer en el Estado de México.